# Sépultures néolithiques de Cante-Perdrix
Les sépultures néolithiques de Cante-Perdrix sont un site archéologique datant du Néolithique, situé à Calvisson, dans le Gard, en Occitanie. Ces sépultures ont été inscrites aux monuments historiques le 24 décembre 1913.

### Bibilographie
- A. Lombard-Dumas, « Catalogue descriptif des monuments mégalithiques du Gard », Mémoires de l'Académie de Nîmes, vol. XVI,‎ 1893, p. 80-81 (lire en ligne [PDF])